# Schaalvoordeel

De schaalvoordelen slaan na het minimumpunt om in schaalnadelen.

Schaalvoordeel is het economische voordeel dat gerealiseerd wordt door op grotere schaal te opereren. In het algemeen dalen de gemiddelde kosten per eenheid output bij een toenemende schaal omdat vaste kosten gespreid worden over meer eenheden output. De operationele efficiëntie is vaak ook groter bij toenemende schaal, wat ook weer tot lagere variabele kosten leidt. Als de gemiddelde kosten toenemen bij een groter wordende schaal, spreekt men van schaalnadeel.
Uit empirisch onderzoek blijkt dat in het algemeen geldt dat de gemiddeldekostencurve eerst een dalend verloop heeft. Vanaf een bepaald punt verloopt de lijn vlak en, als een bedrijf te groot wordt, verloopt hij soms weer stijgend en treden er dus schaalnadelen op. Er wordt daarom ook wel gesproken over een U-vormig verloop of een L-vormig verloop van de curve, afhankelijk van het laatste deel van de lijn. Schaalnadelen kunnen bijvoorbeeld verklaard worden door capaciteitsproblemen of bureaucratie. Het punt waar de curve vlak begint te lopen wordt de Minimum Efficient Scale genoemd en geeft de schaalgrootte aan waarna de gemiddelde kosten gelijk blijven of weer stijgen.
Schaalvoordelen mogen niet verward worden met synergievoordelen. Schaalvoordelen ontstaan door het vergroten van de productiecapaciteit, synergievoordelen ontstaan door één productiefaciliteit voor twee producten te gebruiken.
Wanneer een industrie wordt gekenmerkt door schaalvoordelen, kan dit leiden tot een monopolie of oligopolie. Alleen grote bedrijven kunnen dan voordelig produceren waardoor de toetredingsbarrières voor nieuwe marktspelers hoog zijn.